# Орел (Казахстан)
Оре́л (каз. Орел) — село у складі Мамлютського району Північноказахстанської області Казахстану. Входить до складу Становського сільського округу.
Населення — 37 осіб (2021; 88 у 2009, 227 у 1999, 171 у 1989).
Національний склад станом на 1989 рік:
- росіяни — 78 %.